# 牽制球

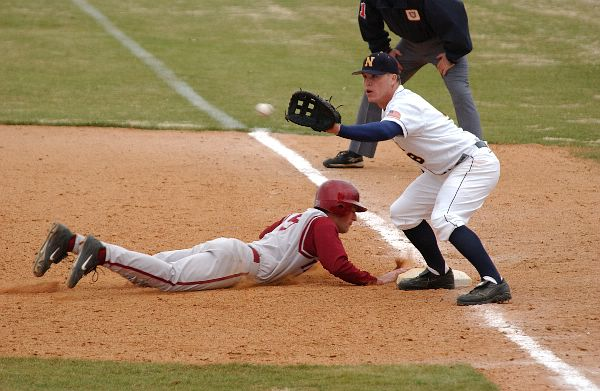
投手把球投向一壘跑壘手(紅衫者)，減低一壘跑壘手盜壘的意欲

牽制球（Pick-off）為棒球戰術之一；即投手將球投向有跑壘者之壘包，將其牽制。
一般情況，球員在上壘後都會站離壘包一段距離。這有助打擊手將球打出後能更快跑到下一壘；另一方面亦能在有利情況下增加盜壘的成功率。因此，牽制球之主要目的為歇制跑壘者盜壘；在較少情形下更能將跑壘者點出（若跑壘者不能在牽制球抵達之先返回壘包）。